# Les Hirondelles d'hiver (téléfilm)
Pour l’article homonyme, voir Les Hirondelles d'hiver.
Les Hirondelles d'hiver est un téléfilm français réalisé par André Chandelle et diffusé en 1999.
Le scénario du téléfilm écrit par François Migeat est inspiré du roman du même titre de Jean-Luc Michaux paru en 1999 chez Robert Laffont.

## Synopsis
Au début du siècle, dans les Alpes, des enfants doivent occuper des travaux ingrats.

## Fiche technique
- Monteuse : Frédérique Broos
- Genre : Drame

## Distribution
- Patrick Raynal : Rattenfänger
- Julie-Marie Parmentier : Hérisson
- Samuel Dupuy : Gervais
- Lorànt Deutsch : Peau-de-lapin
- Charles Pestel : Jean-Jean
- Malkiel Golomb : Petit-Benoît
- Max Boublil : Carroussel
- Françoise Courvoisier : Marie-Jeanne
- Maxime Almau :
- Pierre Arbel :
- David Baertschiger :
- Jean-Claude Bardol :
- Monique Barscha :
- Sibylle Blanc :
- Fabien Buzenet :
- Marco Calamandrei :
- Mathieu Chardet :
- Sébastien Cierco :
- Caroline Cons :
- Bernard Cupillard :
- Isabelle de Hertogh :
- Brigitte Dunski :
- Jonathan Durot :
- Domi Giroud :
- Romuald Groult :
- Roland Kieffer :
- Pierre Laroche :
- Ben Lemaire : (comme Benjamin Lemaire)
- Bénédicte Loyen :
- Medhi Mazouzi :
- Alain Money :
- Céline Solin :
- Patrick Tillie :
- Daniel Tonachella :
- Bernard Villanueva :
- Étienne Wattiaux :